# Dysphania pumilio
Dysphania pumilio es una especie de planta herbácea de la familia Amaranthaceae. Es nativa de Australia.

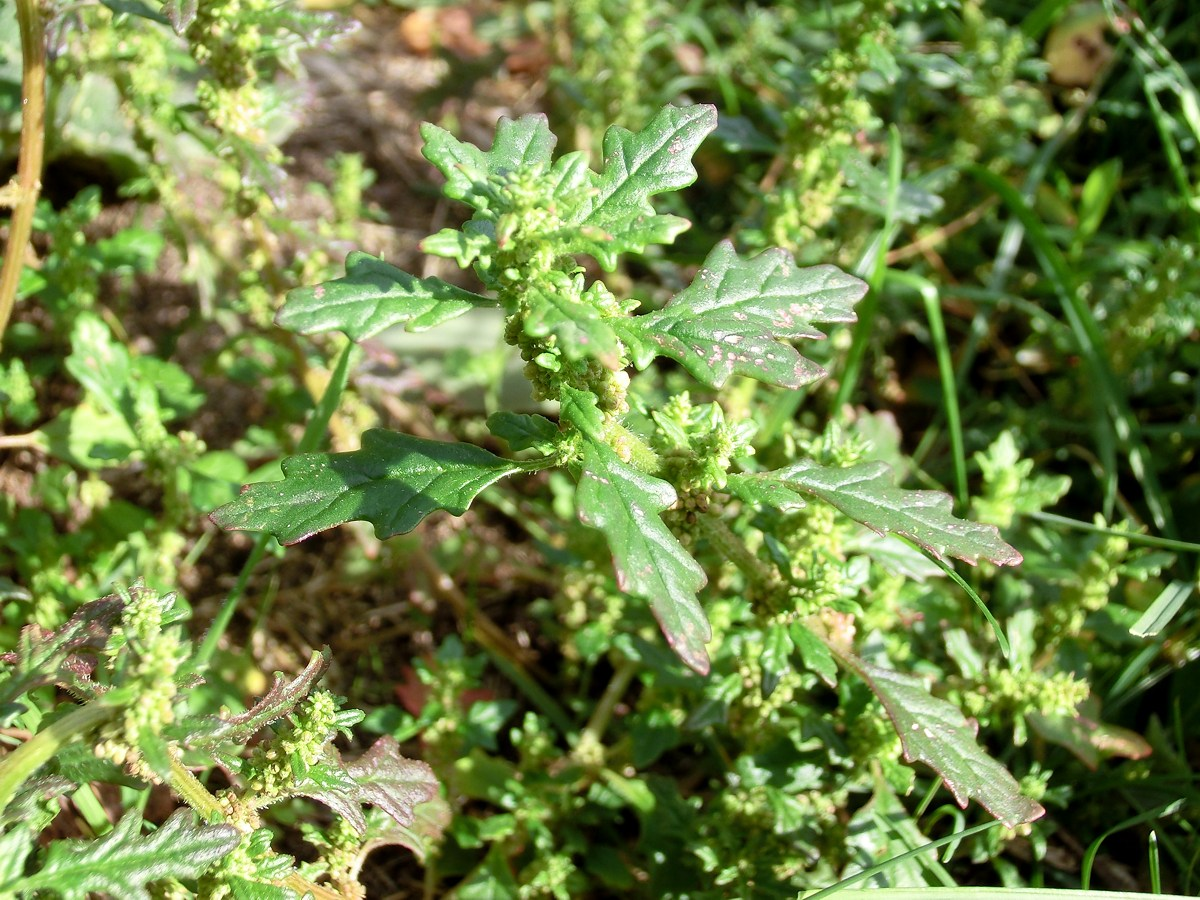
Vista de la planta

## Descripción
Planta semitumbada cuyos tallos, de unos 25 cm pueden alcanzar los 40; pelosos. Hojas con rabillo, verde claro, pelosas, con grandes y escasos "dientes", orientados hacia adelante y unas pequeñas glándulas, translúcidas amarillentas y aromáticas, por debajo. Las flores, verdosas y poco llamativas, se agrupan en las axilas de las hojas desde principio de primavera hasta finales de otoño.

## Distribución y hábitat
En España en Castilla y León. Crece en zonas húmedas que han estado ocupadas por las aguas.

## Taxonomía
Dysphania pumilio fue descrita por (R.Br.) Mosyakin & Clemants y publicado en Ukrajins'kyj Botaničnyj Žurnal 59(4): 382. 2002.
Sinonimia
- Ambrina pumilio Moq.
- Blitum pumilio C.A.Mey.
- Chenopodium carinatum f. rubellum Aellen
- Chenopodium glandulosum (Moq.) F.Muell.
- Chenopodium pumilio R.Br.
- Chenopodium pumilio f. glandulosum (Moq.) Aellen
- Chenopodium pumilio f. rubellum (Aellen) Aellen
- Teloxys pumilio (R. Br.) W.A. Weber[3]